# Grane (Drôme)
Grane é uma comuna francesa na região administrativa de Auvérnia-Ródano-Alpes, no departamento de Drôme. Estende-se por uma área de 44.84 km². Em 2010 a comuna tinha 1 993 habitantes (densidade: 44,4 hab./km²).